# Bàlari (ethnie nuragique)
Pour les articles homonymes, voir Balari.

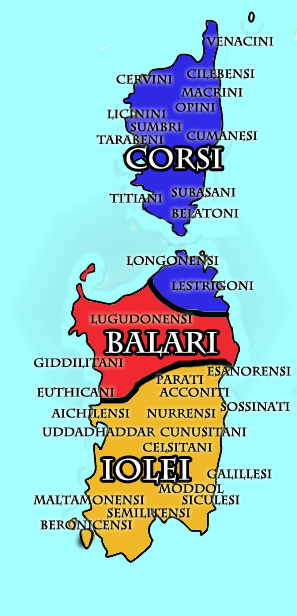
Carte des principales ethnies nuragiques : en bleu les Corses, en rouge les Balari, en jaune les Ilienses.

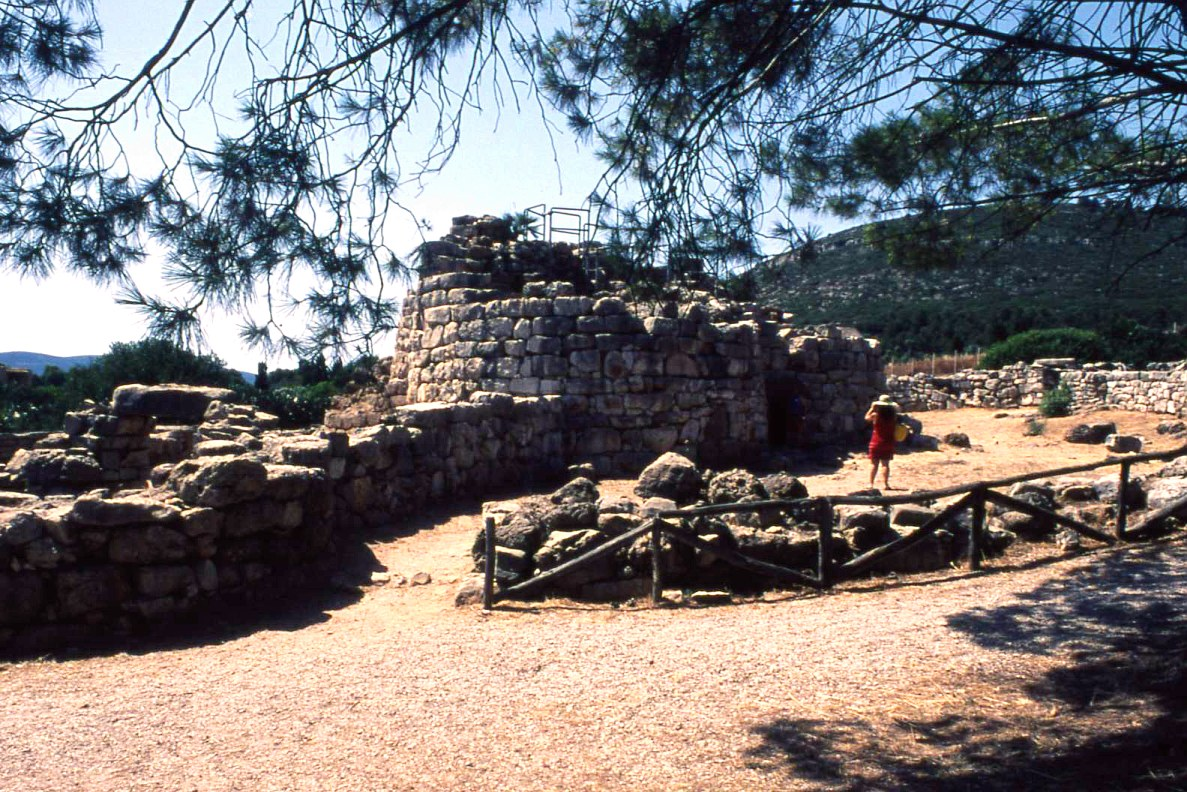
Site nuragique de Palmavera, Alghero

Les Bàlari sont une population nuragique de la région Logudoro, en Sardaigne (Italie). Le savant grec Claude Ptolémée les cite pour la première fois dans son œuvre (III, 3). Pendant l'époque de la culture nuragique, correspondant à l'Âge du bronze, l'antique peuple des Balari est avec celles des Corses et les Ilienses une des principales ethnies peuplant la Sardaigne.

## Origine
La Sardaigne a été presque entièrement peuplée par des fermiers néolithiques originaires d'Anatolie à partir d'environ 5500 av. J.-C.[réf. nécessaire]. Par la suite, c'est la région d'Europe qui a le moins subi l'influence génétique des populations indo-européennes originaires de la steppe pontique, porteuses de la culture campaniforme au IIIe millénaire av. J.-C.[réf. nécessaire]
Les Bàlari laissent des traces en Sardaigne à partir d'environ 2000 av. J.-C.. Comme dans la péninsule Ibérique et le Midi de la France, leur culture serait issue de la culture campaniforme, qui s'est diffusée dans l'île entre la fin du IIIe millénaire av. J.-C. et le début du IIe millénaire av. J.-C. et qui a remplacé la culture de Monte Claro.
Le mythe de Norax, le condottiere provenant d'Ibérie, fils d'Hermès et d'Eriteide, serait lié à leur arrivée en Sardaigne.

## Extension géographique
Cette ethnie, qui vivait dans un territoire correspondant à l'actuel Logudoro, voisinait au Sud avec les Ilienses. La ligne de confins correspondait approximativement au cours du fleuve Tirso. Elle voisinait au Nord-Est avec les Corses.

## Populations
Les Balari étaient probablement divisés en deux nations distinctes : les Nurritani et les Lucuidonenses.
Une population probablement semblable aux Balari de Sardaigne, appelée Baliares, vivait dans les Îles Baléares et est à l'origine de la culture talayotique, contemporaine de la culture nuragique.

## Sources anciennes
Selon une légende d'époque romaine, les Balari étaient descendants de soldats mercenaires ibériques et africains originaires de Carthage[réf. nécessaire] :
- « Les Carthaginois (...) soumirent tous ceux qui se trouvaient en Sardaigne, sauf les Ilienses et Les Corses, pour lesquels la protection des montagnes a été suffisante pour ne pas être asservis. (...) Des alliés carthaginois, ceux qui étaient africains ou ibériques, (...), quand il se trouvèrent en confrontation, désertant habitèrent eux aussi les sommités de l'île. Ceux-ci ont été appelés Bálari dans la langue des Corses : c'est la raison pour laquelle les Corses appelèrent Bálari ces gens. »
- « Tiberius Sempronius Gracchus a conduit l'armée dans la terre des Sardes Ilienses. Des grands renforts de la part des Balari arrivèrent aux Ilienses. »
- « Il s'agit de gens de caractère instable, peu fiables en tant qu'alliés, vêtements sombres, coiffure et barbe. »